# Curry vert
 (février 2022).
Si vous disposez d'ouvrages ou d'articles de référence ou si vous connaissez des sites web de qualité traitant du thème abordé ici, merci de compléter l'article en donnant les références utiles à sa vérifiabilité et en les liant à la section « Notes et références ».
Le curry vert (en thaï : แกง เขียวหวาน, rtgs : kaeng khiao wan, prononcé [kɛ̄ːŋ kʰǐaw wǎːn] ; littéralement « curry vert doux ») est une variété de curry de Thaïlande centrale.

## Étymologie
Le nom « vert » du curry dérive de la couleur du plat, qui vient des piments verts. L'idée de « douceur » dans le nom thaï (wan signifie « doux ») se réfère à la couleur verte particulière elle-même et non au goût du curry. Comme il s'agit d'un curry thaïlandais à base de lait de coco et de piments verts frais, la couleur qui en sort est un vert doux et crémeux ou, comme cette couleur est appelée en thaï, un « vert doux ». Ses ingrédients ne sont pas exactement fixés. Le curry n'est pas nécessairement plus sucré que d'autres currys thaïlandais, mais, bien que le piquant varie, il tend à être moins piquant que le curry rouge, plus doux. Le curry vert a été inventé pendant le règne du roi Rama VI ou Rama VII, entre les années 1908-1926.

## Ingrédients

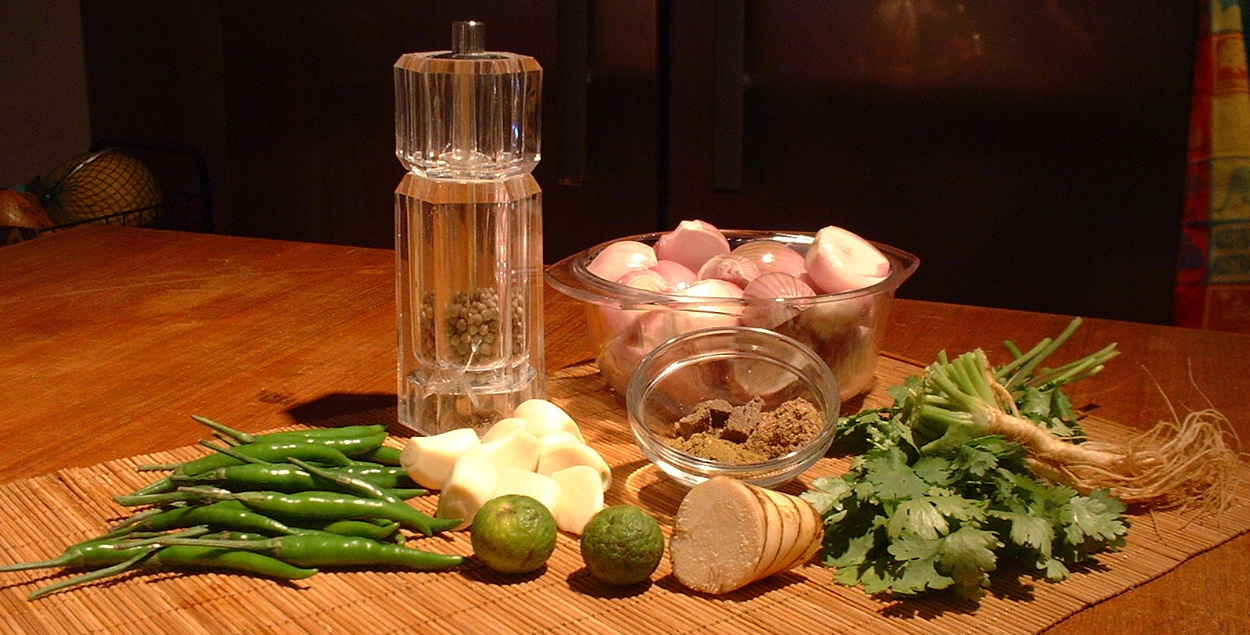
Ingrédients du curry vert.

Outre un ingrédient protéique principal, traditionnellement du poisson, des boulettes de poisson ou de la viande, les autres ingrédients de ce plat sont le lait de coco, la pâte de curry vert, le sucre de palme et la sauce de poisson. Des aubergines thaïlandaises ou d'autres légumes verts ou blancs, et même des fruits, sont souvent inclus dans les ingrédients. La consistance de la sauce varie selon la quantité de lait de coco utilisée. La pâte de curry vert est traditionnellement faite en écrasant dans un mortier les piments verts, les échalotes, l'ail, le galanga, la citronnelle, le zeste et les feuilles de citron kaffir, les racines de coriandre, les graines de cumin, le poivre blanc, la pâte de crevettes et le sel.

## Recette
La pâte est frite dans la crème de coco parfumée jusqu'à ce que l'huile suinte pour libérer les arômes. Une fois que la pâte de curry est cuite, davantage de lait de coco et les ingrédients restants sont ajoutés avec une pincée de sucre de palme et de la sauce de poisson. Enfin, pour parfumer le plat, on utilise souvent du basilic thaïlandais, des feuilles fraîches de kaffir, des phrik chi fa (« piments pointant vers le ciel ») coupés en tranches. Pour obtenir un curry vert plus robuste, comme avec les fruits de mer, des krachai (curcuma rond) en julienne, du curcuma blanc ou du basilic sacré peuvent être utilisés comme garniture.

## Service
Le curry vert est généralement consommé avec du riz dans le cadre d'un éventail plus large de plats lors d'un repas, ou avec des nouilles de riz rond connues sous le nom de khanom chin comme plat unique. Une version plus épaisse de curry vert faite avec, par exemple, du bœuf mijoté, peut également être servie avec du roti, un pain plat de style indien qui ressemble au roti canai de Malaisie.